# Братська, 4
Будинок працівників «Київенерго» — будівля архітектора Громницького у стилі конструктивізму, яка розташована на Подолі.
Будинок — зразок професійного вирішення всього обсягу й окремих його елементів.
Наказом Міністерства культури і туризму України № 706/0/16-10 від 15 вересня 2010 року занесений до держреєстру пам'яток архітектури та містобудування місцевого значення.

## Будівництво і використання будівлі
Житлові будинки на Братській вулиці, яку розпланували за проєктом архітектора Вільяма Гесте, звели на межі XIX — XX сторіччя. На ділянці № 4 була малоповерхова будівля. На її місці, на розі Братської й Андріївської вулиць, близько 1934 року звели будинок для працівників «Київенерго» за проєктом архітектора Громницького.
Перший поверх займав дитячий садочок.

## Архітектура
Будинок працівників «Київенерго» належить до пізнього конструктивізму.
Чотириповерхова, цегляна, Г-подібна у плані будівля складається з рядової і наріжної секцій. У секціях розміщені дво- і трикімнатні квартири з комплексом санітарно-технічних приміщень.
Наріжжя, що з'єднує крила, — ускладнена композиція з прямокутних форм і закруглена знизу. Це — головний композиційний вузол будинку.
Фасади оздоблені тягами і вінцевим карнизом в архітектурній стилістиці 1930-х років. Їхня виразність підкреслена динамічністю горизонтальних мас, які сходяться в наріжній частині, а також напруженим ритмом балконів і вікон. Фасад крила на Андріївській вулиці виділений двома розкріповками з парадними входами.
Перший поверх рустований. На ньому до реконструкції у 1980-х роках були великі фасадні вікна.